# Centrolene daidaleum
Espèce
Synonymes
- Cochranella daidalea Ruiz-Carranza & Lynch, 1991

Statut de conservation UICN

 VU B1ab(iii) : Vulnérable
Centrolene daidaleum est une espèce d'amphibiens de la famille des Centrolenidae.

## Répartition
Cette espèce se rencontre :
- en Colombie dans les départements de Boyacá, de Cundinamarca, de Cesar et de Santander de 1 630 à 2 060 m d'altitude sur le versant Ouest de la cordillère Orientale ;.
- Au Venezuela dans l'État de Zulia de 800 à 1 832 m d'altitude sur le versant Est de la serranía de Perijá.

## Description
Les mâles mesurent de 20 à 24,1 mm et la femelle 25,5 mm.

## Publication originale
- Ruiz-Carranza & Lynch, 1991 : Ranas Centrolenidae de Colombia III. Nuevas especies de Cochranella  del grupo granulosa. Lozania, vol. 59, p. 1-18.